# Federación Guineana de Fútbol
La Federación Guineana de Fútbol (en francés: Fédération Guinéenne de Football; abreviado FGF) es el organismo rector del fútbol en Guinea, con sede en Conakri. Fue fundada en 1960, desde 1961 es miembro de la FIFA y desde 1962 de la CAF. Organiza el campeonato de Liga y de Copa, así como los partidos de la selección nacional en sus distintas categorías.

## Torneos.
- Campeonato Nacional de Guinea.
- Copa Nacional de Guinea.